# Corrie Laddé
Corrie Laddé, née le 27 octobre 1915 à Jakarta et morte le 18 septembre 1996 à Bad Ischl, est une nageuse néerlandaise.

## Carrière
Corrie Laddé participe aux Jeux olympiques d'été de 1932 à Los Angeles et remporte la médaille d'argent dans l'épreuve du 4 × 100 m nage libre avec Willy den Ouden, Puck Oversloot et Marie Vierdag.